# Aleurothrixus
Genre
Aleurothrixus est un genre d'insectes de l'ordre des hémiptères (les hémiptères sont caractérisés par leurs deux paires d'ailes dont l'une, en partie cornée, est transformée en hémiélytre) et de la famille des Aleyrodidae.

## Liste des espèces
Selon BioLib (9 janvier 2023) :
- Aleurothrixus aepim Goeldi, 1886
- Aleurothrixus aguiari Costa Lima, 1942
- Aleurothrixus antidesmae Takahashi, 1933
- Aleurothrixus bondari Costa Lima, 1942
- Aleurothrixus chivelensis Sampson & Drews, 1941
- Aleurothrixus floccosus (Maskell, 1896) - aleurode floconneux des citrus
- Aleurothrixus guareae Costa Lima, 1942
- Aleurothrixus guimaraesi Costa Lima, 1942
- Aleurothrixus interrogationis Bemis, 1904
- Aleurothrixus lucumai Costa Lima, 1942
- Aleurothrixus miconiae Hempel, 1922
- Aleurothrixus myrtacei Bondar, 1923
- Aleurothrixus myrtifolii Bondar, 1923
- Aleurothrixus ondinae Bondar, 1923
- Aleurothrixus porteri Quaintance & Baker, 1916
- Aleurothrixus proximans Bondar, 1923
- Aleurothrixus silvestris Corbett, 1935
- Aleurothrixus similis Sampson & Drews, 1941
- Aleurothrixus smilaceti Takahashi, 1934
- Aleurothrixus solani Bondar, 1923